# جیمز بلایت
جیمز بلایت (انگلیسی: James Blight؛ زاده ۱۹ ژانویهٔ ۱۹۷۶) یک صداپیشه اهل کانادا است.